# Mélange pauvre
 (avril 2010).
Si vous disposez d'ouvrages ou d'articles de référence ou si vous connaissez des sites web de qualité traitant du thème abordé ici, merci de compléter l'article en donnant les références utiles à sa vérifiabilité et en les liant à la section « Notes et références ».
Un mélange pauvre est le terme utilisé lorsque la quantité d'air est plus importante que la quantité nécessaire pour obtenir une combustion théoriquement complète du carburant. Pour un moteur à essence la proportion d'air doit être supérieure à 14,5 fois celle de carburant pour que le mélange soit considéré comme pauvre.

## Histoire
La recherche de moteurs propres et/ou dispositifs de combustion à mélange pauvre a culminé — sauf erreur ou omission — à la fin des années 1980. 
- Aux États-Unis
- En Europe (moteur Cérès…)

Ces recherches prometteuses ont également été tuées dans l'œuf (Jacques Calvet) par la publication prématurée de normes incompatibles avec l'état de l'art de la recherche. La partie industrialisation, quasiment inexistante, n'a jamais pu porter ses fruits[source insuffisante].
Toutefois, la recherche d'une bonne combustion est indépendante des générations et du types de moteurs ou de chaudières. Ainsi, il faut rapprocher cet article du saut de performance remarquable (voir paragraphe obtention d'un mélange pauvre) obtenu par André Chapelon dans la construction de machines à vapeur, au début du XXe siècle.
Ce chapitre de l'histoire prouve que des méthodes dites usuelles peuvent être parfois oubliées, par manque d'abstraction (les principes de construction et les solutions constructives sont insuffisamment distingués) ou manque de constance.

### Recherches actuelles
Pour réduire la consommation de carburant, améliorer la combustion le turbocompresseur fait son retour non pour augmenter la puissance mais pour améliorer le rendement énergétique avec des moteurs de cylindrée plus faible que par le passé pour une puissance identique.

## Aspect thermodynamique
AvantagesUn mélange pauvre est préférable du fait que « l’excès d’oxygène » favorise la combustion complète du carburant ce qui améliore le rendement et réduit la pollution de l'air (par suppression des gaz imbrulées).
Inconvénientle mélange s’enflamme moins facilement de manière conventionnelle du fait de l'augmentation de la proportion d'air dans le mélange, ce qui nécessite une optimisation de la forme de la culasse ou du piston ainsi que celle de la position de la bougie, afin que la combustion démarre rapidement et permette une combustion rapide et efficace du mélange restant dans la chambre.
L'intérêt global est à la fois économique et écologique.

## Aspect constructif
L'excédent d'oxygène d'un mélange pauvre perturbe le fonctionnement des catalyseurs réducteurs d'oxydes d'azote (voir pot catalytique).

## Obtention d'un mélange pauvre

### Méthodes usuelles
- Optimiser la chambre de combustion, en forme, taille, proportions.
- Agrandir l'étincelle d'allumage.
- Favoriser l'homogénéité du mélange (cône Bouteleux, locomotives Chapelon, etc.).

Il y a en général une zone de la chambre de combustion un peu plus riche que les autres, qui est la zone d'allumage.

### Méthodes non usuelles
- Emploi d'un carburateur à vide.
- Ajout d'eau dans le moteur.